# ابوالحسن اشمونی
ابوالحسن علی بن محمد اُشمونی  (۱۴۳۵ - ۱۵۱۲م) زبان‌شناس، فقیه، منطق‌دان، عالم حساب و نویسندهٔ مصری بود. «منهج السالک الی ألفیه ابن مالک»، «شرح التسهیل»، «نظم جمع الجوامع»، «نظم ایساغوجی» و «نظم المنهاج» از آثار اوست.